# Cvrčovice (Kladnói járás)
Cvrčovice település Csehországban, a Kladnói járásban. Cvrčovice Stehelčeves, Brandýsek és Kladno településekkel határos. Lakosainak száma 770 fő (2024. január 1.).

## Népesség
A település lakosságának változását az alábbi diagram mutatja:
| Lakosok száma | 486  | 1216 | 1292 | 903  | 691  | 567  | 746  | 752  | 786  | 770  |
|               | 1869 | 1890 | 1921 | 1950 | 1980 | 2001 | 2017 | 2019 | 2022 | 2024 |